# Pyskowice
Pyskowice (udtale: [pɨskɔˈvʲit͡sɛ], tysk: Peiskretscham)  er en by i den   vestlige  del af  voivodskabet Schlesien i  det sydlige Polen. Byen   har 17.394(2021) indbyggere og et areal på 		31,89 km², og er en del af powiatet Gliwice. Den grænser mod syd op til Gliwice, der er en af de største byer i området.

## Historie
Den ældste kendte omtale af Pyskowice kommer fra et dokument fra biskoppen af Wrocław Tomasz fra 1256. Den fik stadsrettigheder i 1260 af hertug Władysław Opolski. Byen var en del af det fragmenterede Piast-regerede Kongeriget Polen. Den forblev en del af forskellige polsk-styrede hertugdømmer, herunder Bytom, Cieszyn, Oświęcim og Opole , indtil 1532, hvor den kom under Bøhmen. I 1645 kom det sammen med hertugdømmet Opole tilbage under polsk styre under Huset Vasa.
Den blev i det 18. århundrede annekteret af Preussen, og fra 1871 var den også en del af Tyskland indtil 1945. I 1842 havde byen en befolkning på 3.322, hovedsageligt katolske polakker.